# Irig

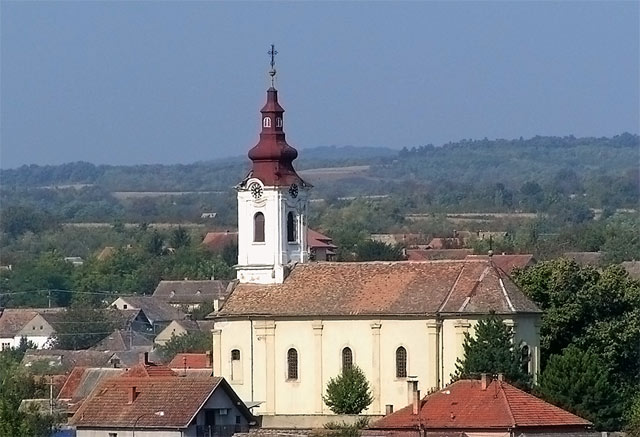
Serbisch-orthodoxe Mariä-Entschlafens-Kirche in Irig

Irig (serbisch-kyrillisch Ириг; ungarisch Ireg(h); deutsch (veraltet): Irick) ist eine Kleinstadt und Hauptort der nach ihr benannten Gemeinde im Okrug Srem in der Vojvodina (Serbien).

## Sehenswürdigkeiten
In Irig stehen die serbisch-orthodoxe: Mariä-Entschlafens-Kirche, die Kirche der Überführung der Reliquien des Hl. Nikolaus und die Kirche Hl. Großmärtyrer Theodor Tiro. Auch steht die römisch-katholische Allerheiligenkirche im Ort. 

## Demographie
Über die Jahre hinweg hat sich die Bevölkerung von Irig wie folgt entwickelt:
| Jahr | Einwohner |
| ---- | --------- |
| 1787 | 4.121     |
| 1795 | 4.813     |
| 1838 | 3.559     |
| 1991 | 4.414     |

## Persönlichkeiten
- Petar Matić Dule (1920–2024), jugoslawischer General und Politiker